# Episodi di Nicky, Ricky, Dicky & Dawn (quarta stagione)
La quarta ed ultima stagione della serie televisiva Nicky, Ricky, Dicky & Dawn è andata in onda negli Stati Uniti d'America dal 6 gennaio 2018 al 4 agosto 2018.
In Italia la quarta ed ultima stagione è stata trasmessa in prima visione assoluta  dal 16 aprile al 18 luglio 2018 su Nickelodeon,  in chiaro è stata trasmessa in prima tv su Super! dal 7 gennaio 2019.
Gli episodi della quarta stagione 12-14 sono stati trasmessi prima in Italia che negli stati Uniti.
Da questa stagione Mace Coronel che interpreta Dicky compare solo per 9 episodi(ovvero fino a "QuadBusters"),poiché viene sostituito da Britt interpretato da Jonah Hwang.
| n. | Titolo originale                | Titolo italiano                 | Prima TV USA     | Prima TV Italia |
| -- | ------------------------------- | ------------------------------- | ---------------- | --------------- |
| 1  | Dude, Where's My School?        | Chi ha allagato la scuola?      | 6 gennaio 2018   | 16 aprile 2018  |
| 2  | Wrestrle-Mae-nia                | Wrestling Mae-nia               | 13 gennaio 2018  | 23 aprile 2018  |
| 3  | Nicky, Ricky, Dicky & BeyDawncè | Nicky, Ricky, Dicky e BeyDawncè | 20 gennaio 2018  | 17 aprile 2018  |
| 4  | It's a hard knocks life         | Mi piace!                       | 27 gennaio 2018  | 18 aprile 2018  |
| 5  | Sympathy for the squishy        | Povero Viscide Zampe!           | 3 febbraio 2018  | 19 aprile 2018  |
| 6  | The Harper Quad-Jobber          | Il Quartetto Harper Tuttofare   | 17 febbraio 2018 | 20 aprile 2018  |
| 7  | Leader of the stack             | Il leader del quartetto         | 2 giugno 2018    | 9 luglio 2018   |
| 8  | Quadentity crisis               | Scambio di identità             | 9 giugno 2018    | 10 luglio 2018  |
| 9  | Quadbusters                     | Gli acchiappa-gemelli           | 23 giugno 2018   | 11 luglio 2018  |
| 10 | Quadcodile Dundee               | La fiducia dei gemelli          | 30 giugno 2018   | 12 luglio 2018  |
| 11 | House Crushing For Dummies      | La ragazza misteriosa di Britt  | 14 luglio 2018   | 16 luglio 2018  |
| 12 | We’ll Always Have Parasites     | Un'americana a Parigi           | 28 luglio 2018   | 13 luglio 2018  |
| 13 | Quadspiracy Theory              | La teoria del complotto         | 4 agosto 2018    | 17 luglio 2018  |
| 14 | Lasties with Firsties           | Una nuova migliore amica        | 4 agosto 2018    | 18 luglio 2018  |

## Chi ha allagato la scuola?
I gemelli vanno alla Boulder Academy, a causa di aver allagato e distrutto involontariamente la vecchia scuola, ma gli amici Mae, Evely, Miles e Dooley indagano sui colpevoli.

## Wrestling Mae-nia
Sia i ragazzi che le ragazze organizzano una serata separati.

## Nicky, Dicky, Ricky e BeyDawncè
Dawn vuole iscriversi al gruppo del coro scolastico, ma è stonata. La mattina dopo però, in seguito ad essere stata la cavia di un esperimento dei fratelli, ha una voce straordinaria!

## Mi piace!
Ricky posta molte cose su FaceShap e Nicky, Dicky e Dawn vogliono aiutarlo a smettere.

## Povero Viscide Zampe!
I gemelli, impegnati dalla scuola, si dimenticano di accudire Viscide Zampe e tutta la scuola vuole fare una colletta per curarlo...

## Il Quartetto Harper Tuttofare
I gemelli sono decisi a comprare una piscina e quindi decidono di formare "il Quartetto Harper Tuttofare".

## Il leader del quartetto/Campione di impalamento
Dicky si accorge che Nicky, Ricky e Dawn non lo considerano. Ma quando egli dimostra la sua bravura nell'impilare velocemente i bicchieri, Nicky, Ricky e Dawn cambiano subito idea.

## Scambio d'identita
Nicky, aiutato da Dawn, vuole vincere un concorso di cucina presieduto da un professore e dal suo gemello, lo Chef Andrè. Nel frattempo Dicky e Ricky si scambiano le personalità e, per conquistare due ragazze gemelle, devono calarsi nella parte dell'altro.

## Gli acchiappa-gemelli
I gemelli cercano di stringere amicizia con dei ragazzi più grandi e, per non essere considerati dei bambini, accettano la loro proposta di intrufolarsi di notte nel negozio dei genitori per divertirsi. Quella notte, però, i quattro fratelli assistono ad avvenimenti strani e si convincono che il posto sia infestato da un fantasma. Per dimostrare ai più grandi di avere ragione, la notte seguente si intrufolano di nuovo nel negozio per indagare e scoprono che, in realtà, è tutta colpa di loro padre, che la sera si reca al negozio di nascosto per giocare con i suoi trenini e provocando rumori e malfunzionamenti. Per non fare brutta figura con i ragazzi grandi, che intanto hanno ammesso di aver sfruttato i fratelli per usare il negozio gratuitamente, i gemelli li spaventano con l'aiuto di Tom e li mandano via. Tutti ne sono contenti, almeno finché arriva Anne che mette figli e marito in punizione. Anche lei, però, viene poi spaventata da quello che sembra essere un vero fantasma.

## La fiducia dei gemelli/Gemelli Dundee
C'è uno scambio scolastico e Dicky va in Australia. Al suo posto, a Boulder arriva Britt, che viene accompagnato in giro da Nicky, Ricky e Dawn e con il suo fascino conquista tutti.

## La ragazza misteriosa di Britt
Nicky e Ricky credono che Britt si sia innamorato di Dawn.

## Un'americana a Parigi
Per fare un viaggio a Parigi, Dawn e Mae lavorano in una pizzeria a tema galattico.

## La teoria del complotto
I gemelli sono gelosi perché Britt inizia ad uscire da solo con i loro amici e a lavorare nel negozio dei loro genitori.

## Una nuova migliore amica
A Mae viene proposto di andare in una famosa scuola/college. Dawn è felice per lei, ma è gelosa della sua nuova compagna di stanza Ember...